# Arashiyama
『Arashiyama』は、小室哲哉のシングル。2006年8月8日に小室が「DJ TK」名義でmF247の公式サイト上でのダウンロード限定でリリースして、後に2008年4月30日にiTunesで全世界同時配信された。

## 解説
- Far Eastern Windシリーズの第3弾であり、「和」をモチーフに制作。
- PVは原田大三郎が担当しており、2種類存在する。PVが先に出来上がり、小室が映像に合わせながら制作した。
- iTunes Storeでは実質シングルながらシングル扱いはされておらず、1曲ながらアルバム購入という形で1500円という特殊な形で配信されていたが、後に価格が300円に修正された。
- mF247から配信されたバージョンは7分27秒、iTunesから配信されたバージョンは12分37秒である。
- iTunesのエレクトロニック部門・総合部門ランキング共に1位。